# Полянська
Поля́нська (рос. Полянская) — присілок у складі Шабалінського району Кіровської області, Росія. Входить до складу Ленінського міського поселення.
Населення становить 49 осіб (2010, 49 у 2002).
Національний склад станом на 2002 рік — росіяни 94 %.